# توم فاريل (منافس ألعاب قوى)
توم فاريل (بالإنجليزية: Thomas Farrell) هو منافس ألعاب قوى بريطاني، ولد في 23 مارس 1991 في كارلايل في المملكة المتحدة.

## وصلات خارجية
- توم فاريل على موقع الاتحاد الدولي لألعاب القوى (الإنجليزية)
- توم فاريل على موقع الاتحاد البريطاني لألعاب القوى (الإنجليزية)
- توم فاريل على موقع ThePowerOf10.info (الإنجليزية)
- توم فاريل على موقع اللجنة الأولمبية الدولية (الإنجليزية)
- توم فاريل على موقع أوليمبيديا (الإنجليزية)
- توم فاريل على موقع اللجنة الأولمبية البريطانية (الإنجليزية)
- توم فاريل على موقع اتحاد ألعاب الكومنولث (مؤرشف) (الإنجليزية)